# Unione Sportiva Alessandria Calcio 1912 2011-2012
Questa voce raccoglie le informazioni riguardanti l'Unione Sportiva Alessandria Calcio 1912 nelle competizioni ufficiali della stagione 2011-2012.

## Stagione
Retrocessa per giudizio sportivo, nella stagione 2011-2012 l'Unione Sportiva Alessandria Calcio 1912 disputò il quindicesimo campionato di Lega Pro Seconda Divisione (Serie C2) della sua storia.

## Divise e sponsor
Il fornitore ufficiale di materiale tecnico per la stagione 2011-2012 fu Macron, mentre lo sponsor di maglia fu GSA-Gestione Servizi Aziendali.
| 1ª divisa | 2ª divisa | 3ª divisa | Centenario |

## Organigramma societario
Area direttiva
- Presidente: Gionata Cella, dal 3 agosto Paola Debernardi, dal 16 aprile Maurizio Pavignano
- Presidente onorario: Cesare Rossini
- Vicepresidenti: Paolo Camagna, Agostino Gatti e Luciano Mariano
- Consiglieri: Pietro Bianchi, Gianluigi Capra, Maurizio Pavignano, (fino al 15 aprile), Alessandro Sogliano, Giancarlo Triggiani e, dal 15 aprile, Gisella Vallata

Area organizzativa
- Segretario generale: Roberto Quirico
- Team manager: Gianmario Guarona
- Segretaria amministrativa: Federica Rosina
- Segretario: Stefano Carlet
- Delegato alla sicurezza: Stefano Toti

Area comunicazione
- Responsabile: Luigi Poggio
- Ufficio Stampa: Pier Luigi Prato e Mauro Risciglione
- Speaker: Mauro Bavastri e Carlo Camurati

Area tecnica
- Responsabile: Nario Cardini (fino al 27 settembre)
- Direttore sportivo: Stefano Toti, dal 1º ottobre Giorgio Danna e Stefano Toti
- Allenatore: Alessio De Petrillo, dal 28 settembre Luigi Manueli ad interim, infine dal 3 ottobre Giuliano Sonzogni
- Allenatore in seconda: Francesco Buoni (fino al 27 settembre), dal 3 ottobre Maurizio Ferrarese
- Preparatore atletico: Michele Silvestri (fino al 27 settembre), dal 3 ottobre Mario Buzzi Langhi
- Preparatore dei portieri: Alessandro Zampa
- Magazzinieri: Gianfranco Sguaizer e Giancarlo Zanaboni

Area sanitaria
- Responsabile: Guido Ferraris
- Medico sociale: Biagio Polla
- Massofisioterapista: Luigi Marostica

## Rosa
| N. |                   | Ruolo | Calciatore           |
| -- | ----------------- | ----- | -------------------- |
|    | Italia (bandiera) | P     | Tupac De Marco       |
|    | Italia (bandiera) | P     | Andrea Servili       |
|    | Italia (bandiera) | D     | Mirko Barbagli       |
|    | Italia (bandiera) | D     | Vincenzo Cammaroto   |
|    | Italia (bandiera) | D     | Simone Ciancio       |
|    | Italia (bandiera) | D     | Fabio Cusaro         |
|    | Italia (bandiera) | D     | Daniele Daino        |
|    | Italia (bandiera) | D     | Tommaso Ghinassi     |
|    | Italia (bandiera) | D     | Alessandro Marchetti |
|    | Italia (bandiera) | D     | Mirko Miceli         |
|    | Italia (bandiera) | D     | Stefano Procida      |
|    | Italia (bandiera) | D     | Roberto Sabato       |
|    | Italia (bandiera) | D     | Luca Scarabelli      |
|    | Italia (bandiera) | D     | Federico Viviani     |
|    | Italia (bandiera) | C     | Gabriele Cozza       |
|    | Italia (bandiera) | C     | André Cuneaz         |
|    | Italia (bandiera) | C     | Marco D'Ambrosio     |
|    | Italia (bandiera) | C     | Jacopo Fanucchi      |
|    | Italia (bandiera) | C     | Salvatore Giardina   |
|    | Italia (bandiera) | C     | Roberto Menassi      |

| N. |                    | Ruolo | Calciatore              |
| -- | ------------------ | ----- | ----------------------- |
|    | Italia (bandiera)  | C     | Antonio Merolla         |
|    | Italia (bandiera)  | C     | Giovanni Motta          |
|    | Italia (bandiera)  | C     | Matteo Negrini          |
|    | Italia (bandiera)  | C     | Davide Nocciola         |
|    | Italia (bandiera)  | C     | Fabio Roselli           |
|    | Italia (bandiera)  | C     | Gianluca Segarelli      |
|    | Brasile (bandiera) | A     | Guilherme Appelt Pires  |
|    | Italia (bandiera)  | A     | Fabio Artico (capitano) |
|    | Italia (bandiera)  | A     | Fabio Barichello        |
|    | Brasile (bandiera) | A     | Sergio Ceregatti        |
|    | Italia (bandiera)  | A     | Daniele Degano          |
|    | Italia (bandiera)  | A     | Davide Di Fiore         |
|    | Italia (bandiera)  | A     | Roberto Floriano        |
|    | Italia (bandiera)  | A     | Marco Martini           |
|    | Italia (bandiera)  | A     | Maurizio Nassi          |
|    | Italia (bandiera)  | A     | Jurgen Pandiani         |
|    | Italia (bandiera)  | A     | Matteo Pasino           |
|    | Italia (bandiera)  | A     | Stefano Santoni         |
|    | Italia (bandiera)  | A     | Luca Simeoni            |

## Calciomercato

### Sessione estiva
| Acquisti | Acquisti             | Acquisti        | Acquisti   |
| R.       | Nome                 | da              | Modalità   |
| -------- | -------------------- | --------------- | ---------- |
| P        | George Alin Bucuroiu | Giacomense      | definitivo |
| P        | Mirko Barbagli       | Grosseto        | definitivo |
| D        | Roberto Sabato       |                 | svincolato |
| D        | Daniele Daino        |                 | svincolato |
| D        | Mirko Miceli         | Varese          | definitivo |
| C        | Federico Viviani     | Crotone         | definitivo |
| C        | Jacopo Fanucchi      | Pisa            | definitivo |
| C        | Salvatore Giardina   |                 | svincolato |
| C        | Antonio Merolla      | Margine Coperta | definitivo |
| C        | Giovanni Motta       | Derthona        | definitivo |
| C        | Fabio Roselli        | Cosenza         | definitivo |
| A        | Davide Bertocchi     | Derthona        | definitivo |
| A        | Sergio Ceregatti     | Milan           | prestito   |
| A        | Daniele Degano       | Cosenza         | definitivo |
| A        | Maurizio Nassi       |                 | svincolato |
| A        | Jurgen Pandiani      | Atalanta        | definitivo |
| A        | Luca Simeoni         | Pergocrema      | definitivo |

| Cessioni | Cessioni             | Cessioni      | Cessioni   |
| R.       | Nome                 | a             | Modalità   |
| -------- | -------------------- | ------------- | ---------- |
| P        | Juri De Marco        |               | svincolato |
| D        | Andrea Tomassoni     | Vigor Lamezia | definitivo |
| D        | Simone Bonomi        | Sorrento      | definitivo |
| D        | Marco Piccolroaz     | Gallaratese   | definitivo |
| D        | Raffaele Pucino      | Varese        | definitivo |
| D        | Samuele Romeo        | Palermo       | definitivo |
| C        | Raffaele Biava       | Savona        | definitivo |
| C        | Rafael Bondi         | Sorrento      | definitivo |
| C        | Cristiano Camillucci | Sorrento      | definitivo |
| C        | Daniele Croce        | Sorrento      | definitivo |
| C        | Loris Damonte        | Varese        | definitivo |
| C        | Bryan Machado Pineda | San Marino    | definitivo |
| C        | Marco Martino        | Aquila        | definitivo |
| A        | Davide Bertocchi     | Melfi         | prestito   |
| A        | Stefano Scappini     | Sorrento      | definitivo |

### Sessione invernale
| Acquisti | Acquisti               | Acquisti       | Acquisti      |
| R.       | Nome                   | da             | Modalità      |
| -------- | ---------------------- | -------------- | ------------- |
| D        | Stefano Baresi         | Prato          | definitivo    |
| D        | Fabio Cusaro           | Monza          | prestito      |
| D        | Andrea Delbrocco       | Virtus Entella | prestito      |
| D        | Alessandro Marchetti   | Carrarese      | definitivo    |
| D        | Simone Patacchiola     | Prato          | definitivo    |
| D        | Marco Piccolroaz       | Gallaratese    | fine prestito |
| D        | Dario Romano           | Juventus       | definitivo    |
| D        | Mattia Romei           | Genoa          | prestito      |
| D        | Kevin Trocar           | Carrarese      | definitivo    |
| C        | Davide Nocciola        | Pro Vercelli   | prestito      |
| A        | Guilherme Appelt Pires | Juventus       | definitivo    |
| A        | Fabio Barichello       | Bassano Virtus | prestito      |
| A        | Davide Bertocchi       | Melfi          | fine prestito |
| A        | Roberto Floriano       | Tritium        | prestito      |
| A        | Christian Monac        | Rimini         | prestito      |
| A        | Stefano Santoni        | Pro Vercelli   | prestito      |

| Cessioni | Cessioni             | Cessioni       | Cessioni      |
| R.       | Nome                 | a              | Modalità      |
| -------- | -------------------- | -------------- | ------------- |
| P        | George Alin Bucuroiu | Braila         | definitivo    |
| D        | Mirko Barbagli       | Foligno        | prestito      |
| D        | Simone Ciancio       | Cittadella     | definitivo    |
| D        | Tommaso Ghinassi     | Prato          | prestito      |
| D        | Mirko Miceli         | Carrarese      | definitivo    |
| D        | Stefano Procida      | Visé           | definitivo    |
| A        | Davide Bertocchi     | Tritium        | prestito      |
| A        | Sergio Ceregatti     | Milan          | fine prestito |
| A        | Daniele Degano       | Rimini         | prestito      |
| A        | Marco Martini        | Pro Vercelli   | definitivo    |
| A        | Jurgen Pandiani      | Monza          | definitivo    |
| A        | Loris Damonte        | Varese         | definitivo    |
| A        | Luca Simeoni         | Virtus Entella | definitivo    |

## Risultati

### Seconda Divisione

#### Girone di andata
| Arbitro: | Petroni (Roma) |

|                       |           |           |
| Cuneaz 27’ Degano 90’ | Marcatori | 10’ Gaeta |

| Arbitro: | Bellotti (Verona) |

|  |           |             |
|  | Marcatori | 67’ Martini |

| Arbitro: | Lanza (Nichelino) |

|             |           |                                                   |
| Martini 56’ | Marcatori | 36’, 60’ Rocchi 45’ (rig.) Paganelli 79’ Gialdini |

| Arbitro: | Castrignanò (Brindisi) |

|                   |           |             |
| D. Rosso 33’, 51’ | Marcatori | 25’ Martini |

| Arbitro: | Bellutti (Trento) |

|            |           |                          |
| Degano 26’ | Marcatori | 60’ Cristini 82’ Fantini |

| Casale Monferrato 2 ottobre 2011, ore 15:00 CEST 6ª giornata | Casale           | 0 – 0 referto | Alessandria | Stadio Natale Palli (1.470 spett.)\| Arbitro: \| Fabbri (Ravenna) \| |
| Arbitro:                                                     | Fabbri (Ravenna) |               |             |                                                                      |

| Arbitro: | La Penna (Roma) |

|                      |           |  |
| M. Brighi 58’ (rig.) | Marcatori |  |

| Arbitro: | Intagliata (Siracusa) |

|             |           |                                               |
| Simeoni 68’ | Marcatori | 5’ Madiotto 10’ M. Perna 20’, 27’ A. Ferretti |

| Arbitro: | Illuzzi (Molfetta) |

|              |           |            |
| Lapadula 35’ | Marcatori | 85’ Artico |

| Arbitro: | Piccinini (Forlì) |

|             |           |               |
| Menassi 63’ | Marcatori | 34’ Zaninelli |

| Arbitro: | Reni (Pistoia) |

|                                             |           |              |
| Viviani 10’ Degano 76’ (rig.) Segarelli 89’ | Marcatori | 15’ Fioretti |

| Arbitro: | Magnani (Frosinone) |

|                             |           |          |
| Degano 25’, 76’ (rig.), 79’ | Marcatori | 74’ Pera |

| Montichiari 16 novembre 2011, ore 14:30 CET 14ª giornata | Montichiari        | 0 – 0 referto | Alessandria | Stadio Romeo Menti\| Arbitro: \| Giorgetti (Cesena) \| |
| Arbitro:                                                 | Giorgetti (Cesena) |               |             |                                                        |

| Arbitro: | D. Ceccarelli (Terni) |

|                           |           |              |
| Ciancio 40’ Cammaroto 83’ | Marcatori | 25’ Tanaglia |

| Arbitro: | Merlino (Udine) |

|                     |           |              |
| Vailatti 67’ (rig.) | Marcatori | 15’ Fanucchi |

| Arbitro: | Bindoni (Venezia) |

|              |           |                   |
| H. Garin 16’ | Marcatori | 78’ (rig.) Artico |

| Arbitro: | Giovani (Grosseto) |

|                                   |           |                                    |
| Nassi 7’ (rig.) Artico 79’ (rig.) | Marcatori | 3’ Orfei 30’ Brighenti 53’ Zanetti |

| Arbitro: | Dei Giudici (Latina) |

|              |           |  |
| Giannone 33’ | Marcatori |  |

| Arbitro: | Caso (Verona) |

|  |           |             |
|  | Marcatori | 38’ Temelin |

#### Girone di ritorno
| Arbitro: | Pezzuto (Lecce) |

|  |           |                       |
|  | Marcatori | 5’ Nassi 34’ Fanucchi |

| Arbitro: | Tardino (Milano) |

|             |           |  |
| Ciancio 34’ | Marcatori |  |

| Arbitro: | Chiffi (Padova) |

|            |           |                               |
| Grassi 45’ | Marcatori | 22’ Nassi 72’ (rig.) Fanucchi |

| Alessandria 8 febbraio 2012, ore 14:30 CET 23ª giornata (recupero) | Alessandria     | 0 – 0 referto | Virtus Entella | Stadio Giuseppe Moccagatta (739 spett.)\| Arbitro: \| Adducci (Paola) \| |
| Arbitro:                                                           | Adducci (Paola) |               |                |                                                                          |

| Arbitro: | Rocca (Vibo Valentia) |

|               |           |               |
| Segarelli 30’ | Marcatori | 48’ R. Taddei |

| Arbitro: | Pasqua (Tivoli) |

|                         |           |             |
| Artico 49’ Fanucchi 64’ | Marcatori | 67’ Palazzi |

| Arbitro: | Abbattista (Molfetta) |

|                |           |                     |
| Varricchio 46’ | Marcatori | 38’ (rig.) Fanucchi |

| Arbitro: | Cifelli (Campobasso) |

|                                            |           |             |
| Maracchi 37’ Malacarne 40’ Di Girolamo 50’ | Marcatori | 75’ Santoni |

| Alessandria 4 marzo 2012, ore 14:30 CET 28ª giornata | Alessandria    | 0 – 0 referto | San Marino | Stadio Giuseppe Moccagatta (1.252 spett.)\| Arbitro: \| Saia (Palermo) \| |
| Arbitro:                                             | Saia (Palermo) |               |            |                                                                           |

| Arbitro: | Maresca (Napoli) |

|           |           |            |
| Bersi 17’ | Marcatori | 7’ Roselli |

| Arbitro: | Illuzzi (Molfetta) |

|             |           |                          |
| De Cenco 1’ | Marcatori | 41’ Nassi 73’ Barichello |

| Arbitro: | Paolini (Ascoli Piceno) |

|                           |           |  |
| R. Sabato 45’ Roselli 68’ | Marcatori |  |

| Arbitro: | Castrignanò (Brindisi) |

|                              |           |           |
| Pera 17’ (rig.) Boldrini 29’ | Marcatori | 57’ Nassi |

| Arbitro: | Brasi (Seregno) |

|                              |           |             |
| A. Marchetti 8’ Fanucchi 17’ | Marcatori | 46’ Justino |

| Arbitro: | Pezzuto (Lecce) |

|          |           |  |
| Paci 57’ | Marcatori |  |

| Arbitro: | Romani (Modena) |

|                                       |           |                                    |
| Finotto 43’ Brighenti 71’ Tecchio 90’ | Marcatori | 9’ Cusaro 40’ (rig.), 45’ Fanucchi |

| Arbitro: | Fogliano (Perugia) |

|                     |           |  |
| Fanucchi 35’ (rig.) | Marcatori |  |

| Arbitro: | Intagliata (Siracusa) |

|           |           |           |
| Nassi 21’ | Marcatori | 47’ Nossa |

| Arbitro: | Formato (Benevento) |

|                           |           |                |
| Merli Sala 14’ Fabbro 78’ | Marcatori | 88’ Barichello |

### Coppa Italia

#### Turni preliminari
| Arbitro: | Manganiello (Pinerolo) |

|             |           |  |
| Martini 39’ | Marcatori |  |

| Arbitro: | Irrati (Pistoia) |

|                                        |           |                         |
| Maccarone 13’ Accardi 83’ Sammarco 95’ | Marcatori | 55’ Simeoni 90’ Martini |

### Coppa Italia Lega Pro

#### Fase ad eliminazione diretta
| Arbitro: | Oliveri (Palermo) |

|                   |           |           |
| Negrini 85’, 115’ | Marcatori | 77’ Drago |

| Arbitro: | Fogliano (Perugia) |

|  |           |                                 |
|  | Marcatori | 57’, 67’ F. Foglia 63’ Ferrante |

## Statistiche

### Statistiche di squadra
| Competizione               | Punti   | In casa | In casa | In casa | In casa | In casa | In casa | In trasferta | In trasferta | In trasferta | In trasferta | In trasferta | In trasferta | Totale | Totale | Totale | Totale | Totale | Totale | DR |
| Competizione               | Punti   | G       | V       | N       | P       | Gf      | Gs      | G            | V            | N            | P            | Gf           | Gs           | G      | V      | N      | P      | Gf     | Gs     | DR |
| -------------------------- | ------- | ------- | ------- | ------- | ------- | ------- | ------- | ------------ | ------------ | ------------ | ------------ | ------------ | ------------ | ------ | ------ | ------ | ------ | ------ | ------ | -- |
| Lega Pro Seconda Divisione | 49 (-3) | 19      | 9       | 5       | 5       | 26      | 22      | 19           | 4            | 8            | 7            | 19           | 22           | 38     | 13     | 13     | 12     | 45     | 45     | 0  |
| Coppa Italia               |         | 1       | 1       | 0       | 0       | 1       | 0       | 1            | 0            | 0            | 1            | 2            | 3            | 2      | 1      | 0      | 1      | 3      | 3      | 0  |
| Coppa Italia Lega Pro      |         | 2       | 1       | 0       | 1       | 2       | 4       | -            | -            | -            | -            | -            | -            | 2      | 1      | 0      | 1      | 2      | 4      | -2 |
| Totale                     | -       | 22      | 11      | 5       | 6       | 29      | 26      | 20           | 4            | 8            | 8            | 21           | 25           | 42     | 15     | 13     | 14     | 50     | 52     | -2 |

### Statistiche dei giocatori
| Giocatore           | Lega Pro Seconda Divisione | Lega Pro Seconda Divisione | Lega Pro Seconda Divisione | Lega Pro Seconda Divisione | Coppa Italia | Coppa Italia | Coppa Italia | Coppa Italia | Coppa Italia Lega Pro | Coppa Italia Lega Pro | Coppa Italia Lega Pro | Coppa Italia Lega Pro | Totale   | Totale | Totale      | Totale     |
| Giocatore           | Presenze                   | Reti                       | Ammonizioni                | Espulsioni                 | Presenze     | Reti         | Ammonizioni  | Espulsioni   | Presenze              | Reti                  | Ammonizioni           | Espulsioni            | Presenze | Reti   | Ammonizioni | Espulsioni |
| ------------------- | -------------------------- | -------------------------- | -------------------------- | -------------------------- | ------------ | ------------ | ------------ | ------------ | --------------------- | --------------------- | --------------------- | --------------------- | -------- | ------ | ----------- | ---------- |
| G. Appelt Pires (I) | 3                          | 0                          | 1                          | 0                          | -            | -            | -            | -            | -                     | -                     | -                     | -                     | 3        | 0      | 1           | 0          |
| F. Artico           | 29                         | 4                          | 4                          | 1                          | 2            | 0            | 0            | 0            | -                     | -                     | -                     | -                     | 31       | 4      | 4           | 1          |
| M. Barbagli         | 9                          | 0                          | 4                          | 0                          | 2            | 0            | 0            | 0            | 1                     | 0                     | 1                     | 0                     | 12       | 0      | 5           | 0          |
| F. Barichello       | 5                          | 2                          | 0                          | 0                          | -            | -            | -            | -            | -                     | -                     | -                     | -                     | 5        | 2      | 0           | 0          |
| V. Cammaroto        | 37                         | 1                          | 3                          | 0                          | 2            | 0            | 1            | 0            | -                     | -                     | -                     | -                     | 39       | 1      | 4           | 0          |
| S. Ceregatti        | -                          | -                          | -                          | -                          | -            | -            | -            | -            | 1                     | 0                     | 0                     | 0                     | 1        | 0      | 0           | 0          |
| S. Ciancio          | 21                         | 2                          | 1                          | 1                          | 1            | 0            | 1            | 0            | 1                     | 0                     | 0                     | 0                     | 23       | 2      | 2           | 1          |
| G. Cozza            | -                          | -                          | -                          | -                          | -            | -            | -            | -            | 1                     | 0                     | 0                     | 0                     | 1        | 0      | 0           | 0          |
| A. Cuneaz           | 15                         | 1                          | 1                          | 0                          | 2            | 0            | 0            | 0            | -                     | -                     | -                     | -                     | 17       | 1      | 1           | 0          |
| F. Cusaro           | 14                         | 1                          | 3                          | 1                          | -            | -            | -            | -            | -                     | -                     | -                     | -                     | 14       | 1      | 3           | 1          |
| M. D'Ambrosio       | -                          | -                          | -                          | -                          | -            | -            | -            | -            | 1                     | 0                     | 0                     | 0                     | 1        | 0      | 0           | 0          |
| D. Daino            | 6                          | 0                          | 0                          | 0                          | -            | -            | -            | -            | -                     | -                     | -                     | -                     | 6        | 0      | 0           | 0          |
| T. De Marco         | -                          | -                          | -                          | -                          | 1            | -2           | 0            | 0            | 2                     | -4                    | 0                     | 0                     | 3        | -6     | 0           | 0          |
| D. Degano           | 16                         | 6                          | 4                          | 0                          | -            | -            | -            | -            | 2                     | 0                     | 0                     | 0                     | 18       | 6      | 4           | 0          |
| A. Delbrocco        | 1                          | 0                          | 0                          | 0                          | -            | -            | -            | -            | -                     | -                     | -                     | -                     | 1        | 0      | 0           | 0          |
| D. Di Fiore         | 1                          | 0                          | 0                          | 0                          | -            | -            | -            | -            | 1                     | 0                     | 0                     | 0                     | 2        | 0      | 0           | 0          |
| J. Fanucchi         | 26                         | 9                          | 6                          | 2                          | 1            | 0            | 0            | 0            | -                     | -                     | -                     | -                     | 27       | 9      | 6           | 2          |
| R. Floriano         | 11                         | 0                          | 0                          | 0                          | -            | -            | -            | -            | -                     | -                     | -                     | -                     | 11       | 0      | 0           | 0          |
| T. Ghinassi         | 1                          | 0                          | 0                          | 0                          | 2            | 0            | 0            | 0            | 2                     | 0                     | 1                     | 0                     | 5        | 0      | 1           | 0          |
| S. Giardina         | 18                         | 0                          | 3                          | 0                          | -            | -            | -            | -            | -                     | -                     | -                     | -                     | 18       | 0      | 3           | 0          |
| A. Marchetti        | 16                         | 1                          | 3                          | 0                          | -            | -            | -            | -            | -                     | -                     | -                     | -                     | 16       | 1      | 3           | 0          |
| M. Martini          | 13                         | 3                          | 2                          | 0                          | 2            | 2            | 0            | 0            | 1                     | 0                     | 0                     | 0                     | 16       | 5      | 2           | 0          |
| R. Menassi          | 11                         | 1                          | 3                          | 0                          | 2            | 0            | 0            | 0            | -                     | -                     | -                     | -                     | 13       | 1      | 3           | 0          |
| A. Merolla          | 1                          | 0                          | 0                          | 0                          | -            | -            | -            | -            | 2                     | 0                     | 1                     | 0                     | 3        | 0      | 1           | 0          |
| M. Miceli           | 5                          | 0                          | 0                          | 0                          | 1            | 0            | 0            | 0            | 2                     | 0                     | 0                     | 0                     | 8        | 0      | 0           | 0          |
| J.C. Monac          | 2                          | 0                          | 2                          | 0                          | -            | -            | -            | -            | -                     | -                     | -                     | -                     | 2        | 0      | 2           | 0          |
| G. Motta            | 18                         | 0                          | 3                          | 0                          | -            | -            | -            | -            | 1                     | 0                     | 0                     | 0                     | 19       | 0      | 3           | 0          |
| M. Nassi            | 22                         | 6                          | 4                          | 0                          | -            | -            | -            | -            | 1                     | 0                     | 0                     | 0                     | 23       | 6      | 4           | 0          |
| M. Negrini          | 20                         | 0                          | 3                          | 0                          | -            | -            | -            | -            | 1                     | 2                     | 0                     | 0                     | 21       | 2      | 3           | 0          |
| D. Nocciola         | 6                          | 0                          | 0                          | 0                          | -            | -            | -            | -            | -                     | -                     | -                     | -                     | 6        | 0      | 0           | 0          |
| J. Pandiani         | 12                         | 0                          | 3                          | 0                          | 1            | 0            | 0            | 0            | -                     | -                     | -                     | -                     | 13       | 0      | 3           | 0          |
| M. Pasino           | 8                          | 0                          | 1                          | 0                          | -            | -            | -            | -            | 2                     | 0                     | 0                     | 0                     | 10       | 0      | 1           | 0          |
| S. Patacchiola      | 4                          | 0                          | 1                          | 0                          | -            | -            | -            | -            | -                     | -                     | -                     | -                     | 4        | 0      | 1           | 0          |
| S. Procida          | 3                          | 0                          | 0                          | 0                          | 1            | 0            | 0            | 0            | 1                     | 0                     | 0                     | 0                     | 5        | 0      | 0           | 0          |
| D. Romano           | 1                          | 0                          | 0                          | 0                          | -            | -            | -            | -            | -                     | -                     | -                     | -                     | 1        | 0      | 0           | 0          |
| F. Roselli          | 35                         | 2                          | 7                          | 1                          | 2            | 0            | 0            | 0            | -                     | -                     | -                     | -                     | 37       | 2      | 7           | 1          |
| R. Sabato           | 24                         | 1                          | 4                          | 1                          | -            | -            | -            | -            | 1                     | 0                     | 0                     | 0                     | 25       | 1      | 4           | 1          |
| S. Santoni          | 15                         | 1                          | 0                          | 0                          | -            | -            | -            | -            | -                     | -                     | -                     | -                     | 15       | 1      | 0           | 0          |
| L. Scarabelli       | 7                          | 0                          | 2                          | 0                          | -            | -            | -            | -            | -                     | -                     | -                     | -                     | 7        | 0      | 2           | 0          |
| G. Segarelli        | 34                         | 2                          | 8                          | 0                          | 2            | 0            | 0            | 0            | 2                     | 0                     | 0                     | 0                     | 38       | 2      | 8           | 0          |
| A. Servili          | 38                         | -45                        | 2                          | 0                          | 2            | -1           | 0            | 0            | -                     | -                     | -                     | -                     | 40       | -46    | 2           | 0          |
| L. Simeoni          | 7                          | 1                          | 0                          | 0                          | 2            | 1            | 0            | 0            | 1                     | 0                     | 0                     | 0                     | 10       | 2      | 0           | 0          |
| F. Viviani          | 14                         | 1                          | 5                          | 1                          | -            | -            | -            | -            | 1                     | 0                     | 0                     | 0                     | 15       | 1      | 5           | 1          |